# 国民保健サービス

ロゴ

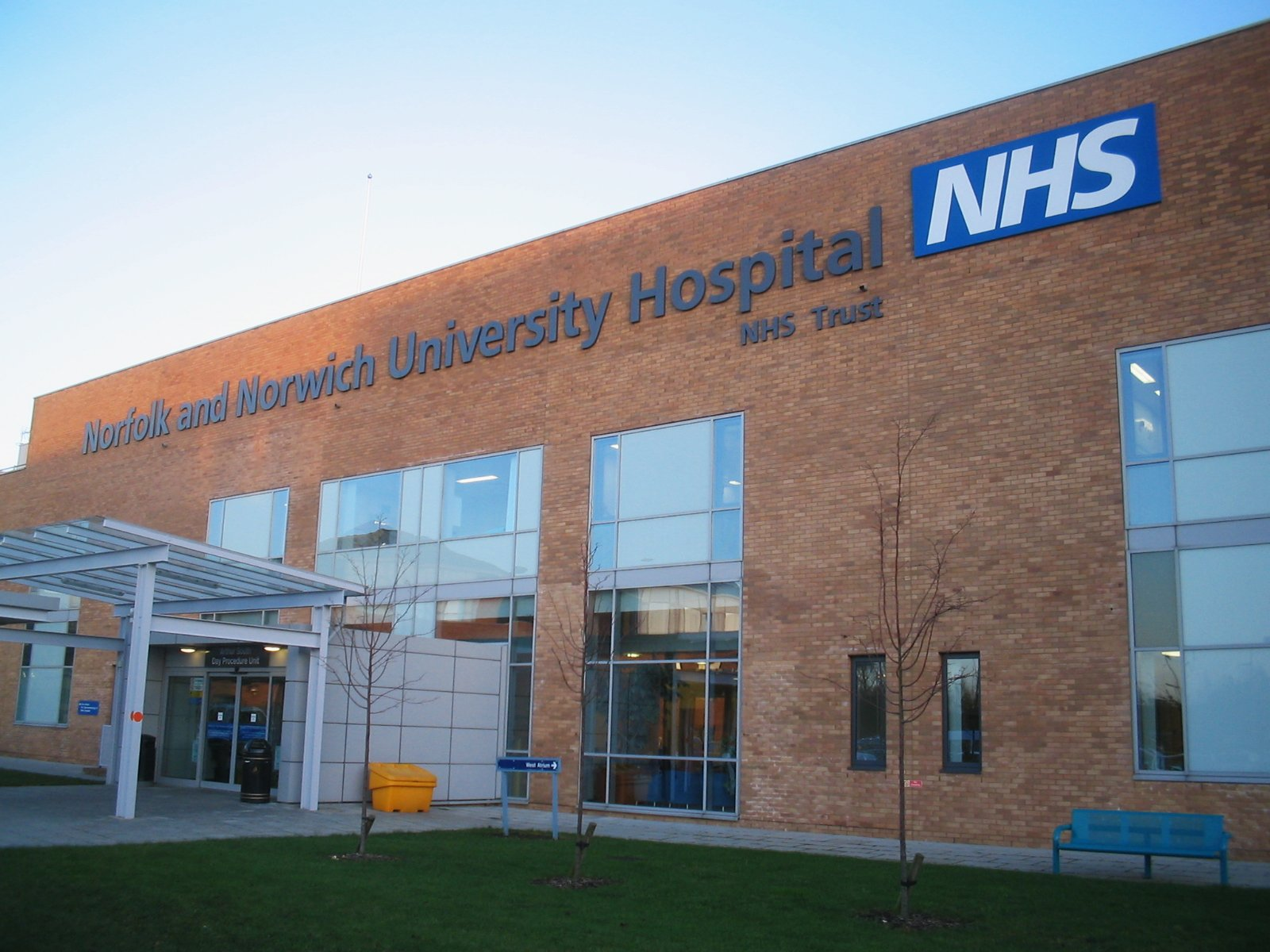
ノーフォーク国民保健サービスとノリッチ大学病院

国民保健サービス（こくみんほけんサービス、英語: National Health Service, NHS）または国民医療サービス、国立医療サービス、国民医療制度とは、イギリスの国営医療サービス事業をさし、患者の医療ニーズに対して公平なサービスを提供することを目的に1948年に設立され、現在も運営されている。NHSにはイギリス国家予算の25.2%が投じられている。
公費負担医療によるユニバーサルヘルスケアに位置づけられ、利用者の健康リスクや経済的な支払い能力にかかわらず、臨床的必要性に応じて利用可能であり、自己負担金額は無料か極めて少額である。また、外国人も合法的にイギリスに滞在していると認定を受けられれば、NHSのサービスを利用することができる。

## 運営
NHSは、地域ごとに4つ（イングランド、スコットランド、ウェールズ、北アイルランド）に分割され、医療サービスの内容や予算編成、治療や管理における指針などもそれぞれの地域ごとに独立して設定・運営されている。イングランドのNHSのみ、地域名をつけない「NHS」の名称を使用しており、また北アイルランドではNHSの名称を使用していないが、制度的にはNHSの原則に則っている。
- イングランド　－　National Health Service - en:National Health Service (England)
- スコットランド　－　NHS Scotland
- ウェールズ　－　NHS Wales
- 北アイルランド　－　Health and Social Care in Northern Ireland

NHSはヨーロッパで最大の雇用主であり、イングランドの成人25人に1人はNHSに勤務している。

### NHSに含まれる機関
- コクラン共同計画
- 英国国立医療技術評価機構 （National Institute for Health and Clinical Excellence, NICE） 予防・治療や医療手技、医療機器に関する推奨がまとめられている。（NHSイングランドとNHSウェールズ配下）

## 歴史
第二次世界大戦後の1942年、ベヴァリッジ報告書においては社会保障構想が勧告されていた。1945年の労働党はNational Health Service設立をマニフェストで公約し、総選挙において単独過半数の議席を獲得したことで、この構想は実現されることになった。
アナイリン・ベヴァン保健省大臣が指揮を執り、ベヴァリッジ報告書で勧告された「すべての人々の疾病を予防かつ治療する、保健・リハビリサービスの設立」との趣旨は1948年までに実現された。
当初のNHSは、政府一般歳入と国民保険を原資とし、福祉国家の一部門として運営されていた。当初は無料であったが、後に財政的問題により処方薬費用は負担となった。現在でもイングランドNHSでは自己負担が生じるが、他の地域では課されない。
2012年ロンドンオリンピックの開会式の第2部では、NHS制度をイギリスの功績のひとつとして称えている。

## NHSの社会契約
NHSはThe NHS Constitutionにおいて、市民および患者の「権利と義務」を提示している。
NHSは以下7つの憲章を掲げている。
1. 万人への普遍的なサービス提供
2. 利用者の支払い能力ではなく、臨床的必要性に基づいた医療
3. 技術・専門性において高いスタンダードをめざす
4. すべての患者の心に届くサービスをめざす
5. 関連する患者・地方コミュニティ・市民全員らと、組織を超えて連携する
6. 納税者から得た原資を、最も高品質・効率的・公平・持続可能に活用する
7. NHSのサービスは市民・コミュニティ・患者への説明責任を果たせるものであること

また市民にも義務を課し、以下を求めている。
1. 市民は自分自身および家族の健康に関心を持ち、責任を持つべきである
2. 市民はNHS制度へのアクセス拠点となるGP医に登録すべきである
3. NHSスタッフおよび他の患者へ敬意を払うべきである（暴力行為は起訴・診療拒否される）
4. 自己の状況や健康状態は正確に申告すべきである
5. アポイントメントを守り、キャンセルは常識的に行うべきである。そうでなければ最長の待ち時間にもなりえる
6. 患者は同意したならば治療手段に従い、それが難しい場合はそれをスタッフに告げるべきである
7. ワクチン接種などの公衆衛生プログラムに参加すべきである
8. 臓器提供に関する本人意思を表示するべきである
9. 受けた治療や病状変化について、副作用などの良い面も悪い面もフィードバックを行うべきである（匿名のフィードバック手法が提供される）

## 財政・予算
| 部門           | フルタイム雇用 換算人数 |
| -------------- | ----------------------- |
| 総合診療医(GP) | 36,920                  |
| 専門医         | 40,443                  |
| 臨床技師など   | 135,352                 |
| 看護師         | 328,577                 |
| 救急搬送部門   | 17,700                  |
| 臨床支援部門   | 306,555                 |
| 管理部門       | 184,486                 |

2011年度では、NHS予算の98.8％は公費にて賄われており、これはイギリス国家予算の25.2%に相当する。内訳として、税収による一般財源（80％）、国民保険（社会保険, 約18％）、受益者負担（1.2％）となっている。
イギリス保健省から、4つのNHSにそれぞれ予算が配分され、地域に必要な医療サービスに基づいてそれぞれの医療機関（病院、診療所、ケア・ホームなど）に予算が配分されるという仕組みになっている。NHSイングランドでは、地域ごとに152の Primary Care Trust (PCT) という組織が編成され、PCTが医療機関（病院、診療所、ケア・ホームなど）と個別に契約し、予算配分を行っている。NHSイングランドの経営規模は、2000年では総資産27,627百万ポンド、自己資本18,386百万ポンドであった。
サービスの一部には自己負担も存在する。処方薬、眼鏡、入れ歯、歯科治療、外科的固定装置、視力検査などがある。歯科については8割が自己負担。

## 受診システム
その人が住んでいる住所から徒歩圏内にあるGeneral Practitioner（GP:家庭医/一般医/総合診療医）をかかりつけ医として選択し、医師あるいは診療所に登録を済ませる（General medical services契約）。医療サービスを受けたい場合には、まずGPに受診するために予約をし、診療を受けることになる。GPはプライマリ・ケア（よく見られる症状・疾患の治療・管理・予防）を担当しており、必要に応じて専門医（Consultants)を紹介する。
イングランドの場合には、NHS Choiceから、郵便番号（ポストコード）を入力して、所轄GPを検索することが可能である。

### NHSナンバー
NHSナンバー（NHS number）は、NHSイングランド、NHSウェールズ、NHSマン島の公的保健サービス登録者に付与される個別番号である。これら3つのNHSは同一の採番制度を採用している。この番号は電子カルテで用いられ、全てのNHSソフトウエア利用において必須である 。
現行のNHSナンバーは1996年ごろに導入され、1995年7月以降の出生者には全て付与され、1997年4月1日からは義務化された。フォーマットは全部で10桁の数字であり、3桁-3桁-4桁とチェックデジットで構成され、例えば943-476-5919、943-476-5870と言った形になる。ナンバーは出生時、またはGP契約登録の際に付与される。このデータは国家患者データベースであるPersonal Demographics Serviceにも使用される。

### 歯科
歯科医療は有料であり大部分が自己負担である。治療レベル別に料金が分かれており、たとえばブリッジ義歯が必要となる場合は233ポンドほどの自己負担となる。美容的な手技（たとえばホワイトニングなど）はNHS診療では提供されない。

## 英国国民医薬品集
英国国民医薬品集(British National Formulary, BNF)は、NHSにて利用可能な全ての医薬品についてのリファレンス書籍である。内容は幅広い医薬品情報・処方アドバイス・薬理作用などが含まれ、処方適用・作用機序・副作用・処方手段・法的規制なども記載されている。後発医薬品の名称と市販価格、その他の特記事項も記載されている。
- ISBN 978-0-85369-981-1 , http://www.bnf.org/

### NHSブラックリスト
NHSにはブラックリスト（公式には National Health Service (General Medical Services Contracts) (Prescription of Drugs etc.) Regulations 2004 におけるスケジュール1と呼称される）が存在し、NHS Drug Tariff において Part XVIIIA に指定された薬剤および市販名薬については、NHSでは処方することができない。もしこれらの医薬品を処方しても、NHSは調剤費の支給を拒否する。
ブラックリスト指定には、アルプラゾラムやミノキシジルやフルニトラゼパムがある。
一部には、市販ブランド名ではブラックリストに掲載されているが、ジェネリック薬では処方可能な薬も存在する。たとえばアセトアミノフェンは処方可能だが、Calpol はブラックリスト掲載されているなど。

## 評価
NHSイングランドでの2004年の外部機関による調査によれば、患者のNHS医療サービスに対する満足度は非常に高いとされ、入院患者の92%が治療に満足、GP受診者の87%がGP医療に満足、外来患者の87%が治療に満足、救急受診者の70%が満足だと回答した。「あなたの居住地のNHSは良好なサービスを提供しているか？」という設問においては67%が肯定し、「NHS全体のサービスは良好か？」という設問には51%が肯定していた。
この回答差の理由は不明であるが、キングス・カレッジ・ロンドンの研究者は、NHSがメディアの批判材料として多く取り上げられることに起因するとしている 。この傾向は満足度調査においても現れており、多くの人々は一般的に全国紙はNHSを批判していると考えており（全国紙を好む13%の人のうち、紙面が批判的であると64%が回答した）、全国紙は最も信頼性が低いと考える情報源（50%が殆どもしくは全く信用できないと回答、一方新聞は36%が信用できると回答）だとし、新聞メディアは放送メディアよりも信頼性が低いと回答したと報告された。調査では最も信頼の高いと考える情報源は、GP医からのリーフレットと友人からの情報であり（77%がこれらを信頼すると回答）、次に医療専門家（75%）であると回答した。
NHSに対する批判は以下が見られる。
1. ある地域ではいくつかの治療が非常に高価となるが、他の地域ではそうでないという「郵便番号を使った宝くじ」[29]。
2. NHSのIT計画では電子処方ネットワークによる受診予約、手術予約、電子カルテ網などを計画していた。しかし計画は遅延・予算超過などを経て中止となった。
3. NHS歯科制度は改革によって削減され、NHS全体で一割の歯科医がNHS契約から脱退した[30]。歯科医は自由診療のみを営む傾向にある[31]。
4. NHSに関するスキャンダルが多い。最近ではen:Alder Hey organs scandal、en:Bristol heart scandal、Stafford Hospitalなどで、統計的に死亡率が高いとして調査が進んでいる。
5. デイリー・テレグラフ誌の2008年10月14日の記事では「NHS Trustでは待ち時間が長すぎるために、私的診療として受診するケースが12,000ポンド以上発生している」[32]と報じられている。
6. 2010年1月、NHSは科学的根拠がないホメオパシー医療に対して、年間400万ポンドを歳出したとして非難された[33]。